# Regan Smith (simmare)
Regan Smith, född 9 februari 2002, är en amerikansk simmare. Hon innehar världsrekordet på 200 meter ryggsim i långbana och har tidigare även haft världsrekordet på 100 meter ryggsim.

## Karriär
I juni 2022 vid VM i Budapest tog Smith guld på 100 meter ryggsim samt var en del av USA:s kapplag som tog guld på 4×100 meter medley.
På de olympiska sommarspelen 2024 vann Smith tre individuella silvermedaljer på 100 meter ryggsim, 200 meter ryggsim och 200 meter fjärilsim. Hon var också med i lagkappslaget som vann guld på 4x100 meter medley. Hon simmade första sträckan när USA satt världsrekord i finalen med 3.49,63.